# Continuous Damping Control
Continuous Damping Control (CDC) ist ein von ZF Sachs hergestelltes elektronisches Dämpfungssystem (adaptives Fahrwerk/Federung) für Kraftfahrzeuge.
Es wird mittlerweile auch in Mittelklassefahrzeugen verbaut. Über Magnetventile wird durch dieses System der Stoßdämpfer bzw. die Dämpfungskraft jedes Stoßdämpfers unter Berücksichtigung der Einflüsse auf die Fahrsituation für jedes Rad separat geregelt.

## Vorteile (Herstellerangaben)
Die Optimierung der Raddämpfung reduziert die Wank-, Nick- und Vertikalbewegungen und verbessert die Bodenhaftung
- kürzere Bremswege (Sicherheitsgewinn)
- schneller ansprechende Lenkung
- besseres Fahrzeughandling bei Spurwechsel und Lastwechsel

## Funktionsweise
CDC gibt dem Fahrzeug ein deutlich höheres Maß an Fahrsicherheit, Dynamik und Komfort durch ein kontinuierliches Variieren und Optimieren der Dämpfkräfte für jedes einzelne Rad. Im Millisekundenbereich (10 ms) wertet ein separates Steuergerät die Sensorsignale am Kfz für Aufbau-, Rad- und Querbeschleunigung aus, berechnet daraus die erforderliche Dämpfkraft neu und stellt diese unmittelbar am entsprechenden Dämpfer mittels eines elektrisch steuerbaren Ventils ein. Dabei folgt der Regelkreis dem Skyhook-Prinzip. Dieses strebt die Ruhigstellung des Fahrzeugaufbaus an, unabhängig von Fahr- und Straßenzustand – vergleichbar einer Anbindung der Karosserie an einen festen „Himmelshaken“ (Skyhook) während der Fahrt, die sich somit wie eine Sänfte parallel zum Himmel bewegen soll.